# Alpaida rossi
Alpaida rossi là một loài nhện trong họ Araneidae.
Loài này thuộc chi Alpaida. Alpaida rossi được Herbert Walter Levi miêu tả năm 1988.